# Cambusnethan (Civil Parish)

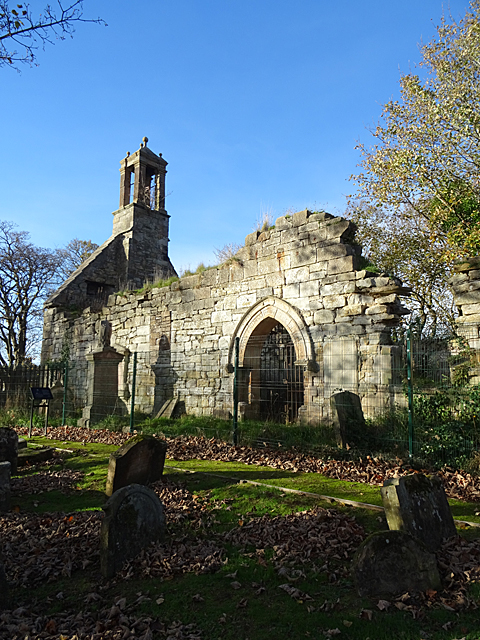
Alte Kirche von Cambusnethan

Cambusnethan ist eine historische Verwaltungseinheit (Civil Parish) im Bereich von North Lanarkshire im Nordwesten von Schottland. Vom Typ her handelt es sich um eine Gemeinde.
In Bezug auf die traditionellen Grafschaften zählte Cambusnethan zu Lanarkshire. Acht weitere Civil Parishes liegen angrenzend: Bothwell, Cadder, Dalserf, Dalziel, Hamilton, Shotts, West Calder und Whitburn.
Das Gebiet des Civil Parishes liegt im Westen der Central Lowlands in einer flachwelligen Landschaft, südöstlich der Stadt Motherwell. Es bildet ein langgestrecktes Rechteck, wobei die schmale Grenze im Südwesten durch den River Clyde und große Teile im Nordwesten durch das South Calder Water gebildet wird.
Das historische Zentrum bildet das kleine Cambusnethan, die größte Stadt ist Wishaw. Zu den weiteren Ortschaften zählen Allanbank, Allanton, Bonkle, Burnbrae, Carluke.Crindledyke, Hamilton, Overtown, Morningside, Netherton, Newmains, Stane und Waterloo.
Aus dem Civil Parish gingen Ende des 20. Jahrhunderts mehrere Community Council Areas hervor.